# Santa Maria la Fossa
 Santa Maria la Fossa  község (comune) Olaszország Campania régiójában, Caserta megyében.

## Fekvése
A megye déli részén fekszik, Nápolytól 30  km-re északnyugatra, Caserta városától 15 km-re nyugati irányban. Határai: Capua, Casal di Principe, Grazzanise és San Tammaro.

## Története
Első írásos említése a 11. századból származik. A következő századokban nemesi birtok volt. A 19. században nyerte el önállóságát, amikor a Nápolyi Királyságban felszámolták a feudalizmust.

## Népessége
A népesség számának alakulása:

## Főbb látnivalói
- Santa Maria-templom